# Giove (divinità)

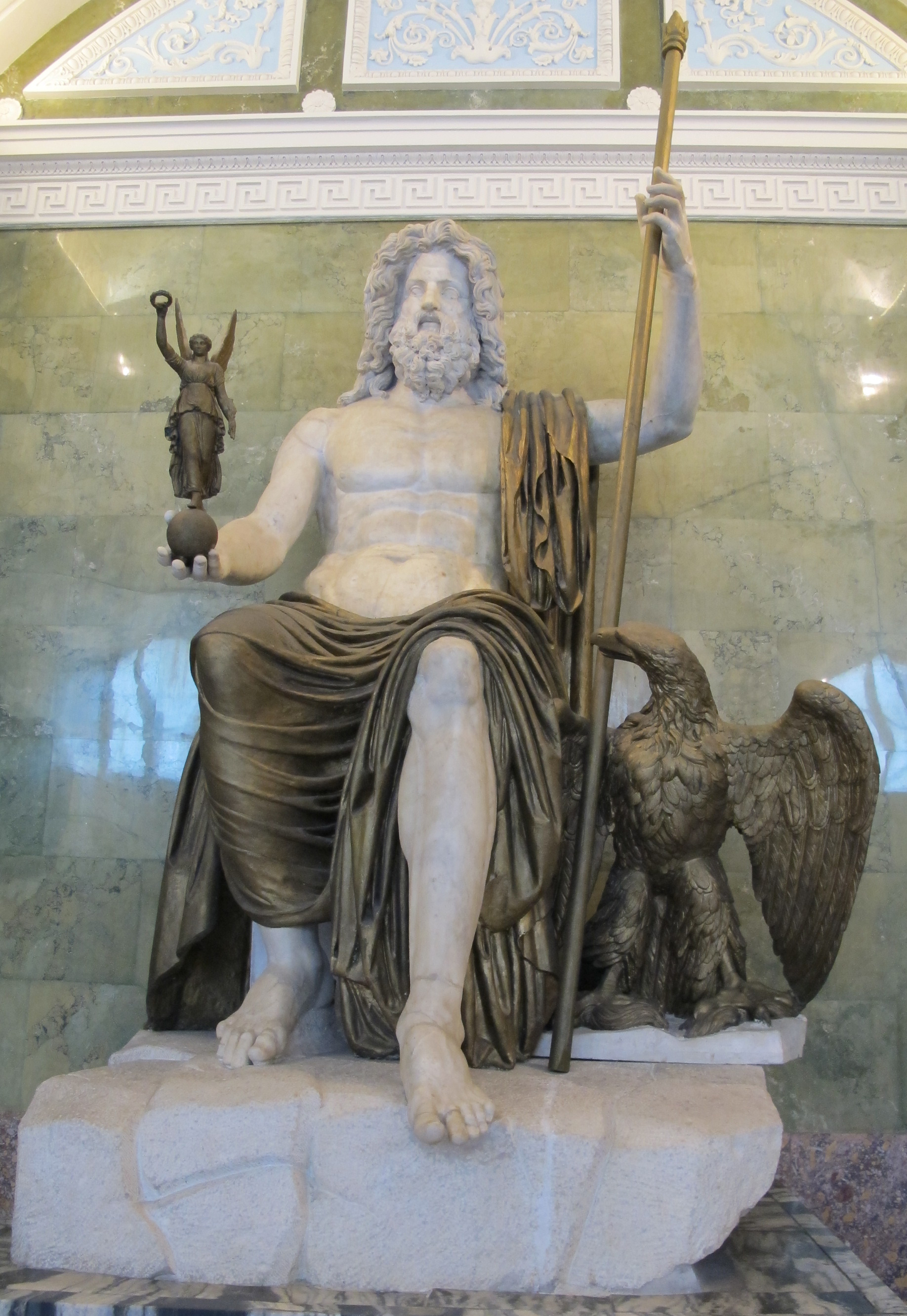
Giove detto "tonante" in una scultura risalente al 100 a.C. circa

Giove (in latino Iupiter o Iuppiter, accusativo Iovem o Diespiter) è il Dio della religione romana e italica, i cui simboli sono il fulmine e il tuono. Presente nel culto di tutti i popoli italici, esso è per eccellenza la divinità del cielo e della luce, come dice il suo nome, derivato dalla radice indoeuropea *dyeu- ("sfolgorare, risplendere"): nome che ricorre in gran parte degli antichi dialetti indoeuropei, dato che il greco Zeus Patér (Ζεὺς Πατήρ) e l'indoario Dyauṣ Pitā (द्यौष् पिता) corrispondono all'italico Iuppiter/Diespiter. Col tempo, Giove assorbì tutti gli attributi dell'equivalente greco Zeus, fino a venire completamente identificato con esso. Tinia è un dio simile presente nella mitologia etrusca.
Alla divinità romana è dedicato l'omonimo pianeta gigante gassoso.

## Giove Ottimo Massimo
Nume tutelare nell'epiteto di Giove Ottimo Massimo dello Stato romano aveva a Roma il suo santuario principale sul Campidoglio, dove era venerato in età regia di Roma nella triade arcaica Giove-Marte-Quirino, poi evolutasi in età repubblicana in Giove-Giunone-Minerva.

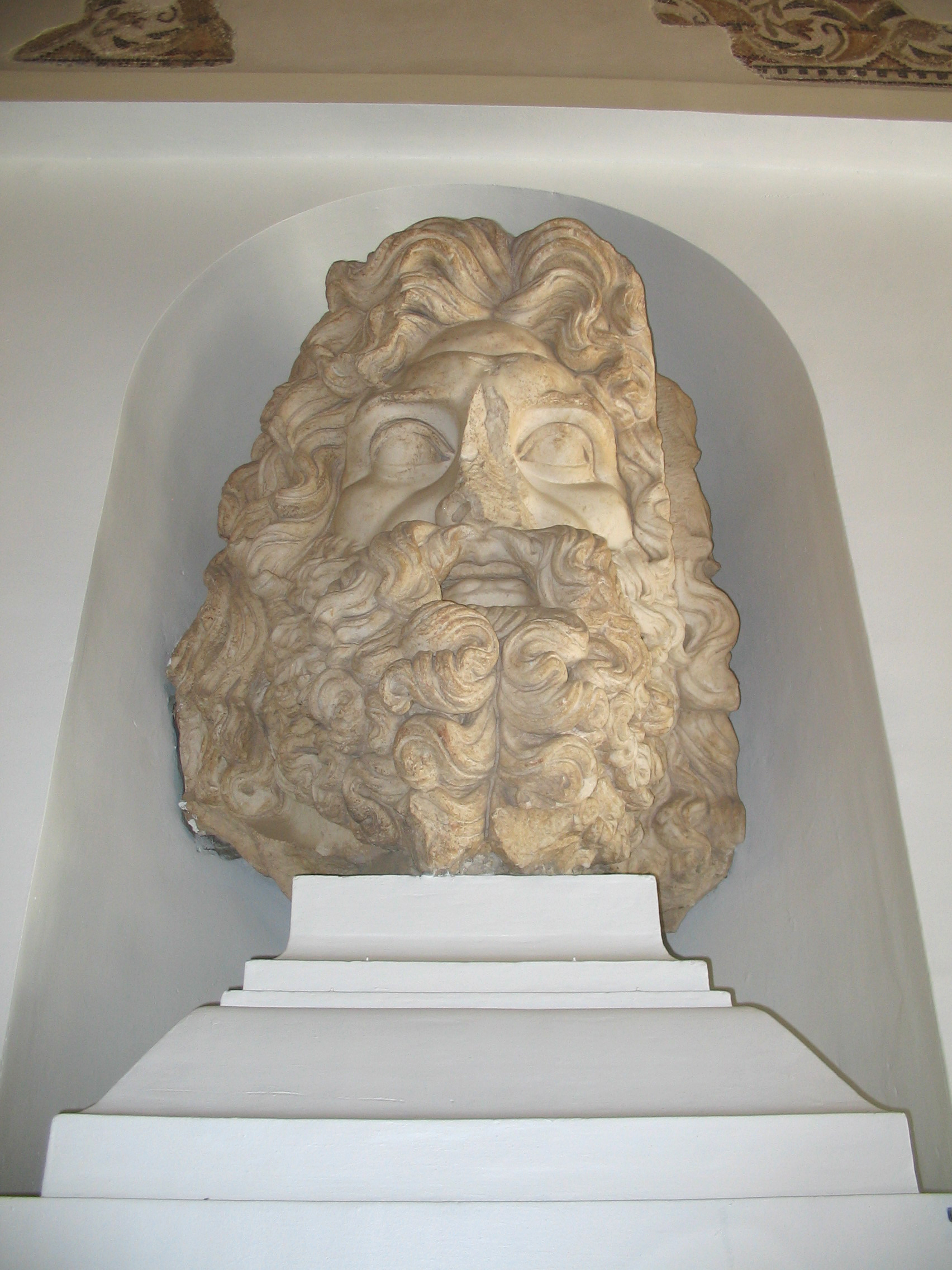
Giove (Museo nazionale del Bardo, Tunisi)

Al suo culto era consacrato il flamine maggiore, chiamato Flamine diale, il quale rivestiva una particolare importanza e sacralità in quanto quasi personificazione vivente di Giove, di cui celebrava i riti, godeva di grandi onori, ma, proprio per la sua funzione, era sottoposto a molteplici limitazioni e tabù, i più importanti dei quali erano che non poteva lasciare la città per più di un giorno, (questo limite fu portato da Augusto a due giorni) e non poteva dormire fuori dal proprio letto per più di tre notti.

## Edifici
- Tempio di Giove Feretrio sul Campidoglio, il primo tempio costruito a Roma;
- Tempio di Giove Ottimo Massimo sul Campidoglio;
- Tempio di Giove Statore, voluto da Romolo e situato nel Foro Romano[2];
- Tempio di Giove Statore, successivo al primo, racchiuso dal Porticus Metelli;
- Tempio di Giove Vincitore (Iuppiter Victor) sul Quirinale, votato nel 295 a.C. da Quinto Fabio Massimo Rulliano per celebrare la vittoria nelle Guerre sannitiche;
- Tempio di Giove a Caere[3];
- Tempio di Giove Indiges, sul fiume Numicius vicino Lavinium[4].

## Epiteti
Questi sono gli epiteti conosciuti di Giove, secondo la lista compilata dallo storico svedese Carl Thulin e riportata dalla Paulys Realencyclopädie (1890), pagine 1142-1144. La sigla O. M. sta per Ottimo Massimo.
- Adventus O. M. ("arrivo, invasione")
- Aetetus O. M.
- Almus ("che conforta")
- Amaranus ("che amareggia?")
- Anxurus ("di Terracina")
- Appenninus ("dell'Appennino"; fusione con il dio ligure Penninus)
- Arcanus ("occulto")
- Balmarcodes O. M.
- Beellefarus
- Bronton
- Cacunus
- Caelestis O. M.
- Caelus O. M.
- Capitolinus O. M. ("del Campidoglio")
- Casius ("del Monte Casio"; adorato ad Antiochia)
- Ciminius
- Clitumnus
- Cohortalis O. M.
- Conservator ("difensore")
- Culminalis O. M.
- Cultor ("coltivatore")
- Custos ("custode, guardiano")
- Damascenus O. M. ("di Damasco")
- Dapalis
- Defensor O. M.
- Depulsor O. M.
- Depulsorius O. M.
- Dianus
- Dolichenus ("di Dolico"; è l'antico Teshub degli Ittiti)
- Domesticus
- Diovis
- Elicius
- Epulo (la festa di Epulum Iovis era celebrata il 13 settembre)
- Exsuperantissimus O. M.
- Fagutalis
- Farreus
- Feretrius (che "colpisce", "ferisce")[5]
- Fidius (fusione con Dius Fidius)

- Flagius (adorato a Cuma)
- Frugifer
- Fulgur
- Fulgurator
- Fulmen
- Fulminator
- Grabovius (fusione con il dio umbro Grabovio)
- Hammon O. M. (adorato nell'oasi di Siwa)
- Heliopolitanus (di Heliopolis, attuale Baalbek)
- Hercius
- Imbricitor
- Impulsor
- Indiges (identificazione divina di Enea)
- Inventor
- Invictus
- Iurarius
- Iutor
- Iuventas
- Lapis
- Latiaris
- Liber
- Liberator
- Libertas
- Lucetius
- Maius
- Maleciabrudes
- Monitor O. M. ("guida")
- Nundinarius
- Obsequens
- Opitulator o Opitulus ("soccorritore")
- Optimus Maximus (O. M.)
- Paganicus
- Pantheus
- Patronus
- Pecunia
- Pistor ("fornaio")
- Pluvialis
- Poeninus (trasformazione del dio Penn)
- Praedator

- Praestes ("protettore")
- Prestabilis ("insigne")
- Prestitus
- Propagator O. M.
- Propugnator
- Puer
- Purgator
- Purpurio O. M.
- Quirinus (fusione con Quirino)
- Rector
- Redux
- Restitutor
- Ruminus
- Salutaris O. M.
- Savazios (fusione con Sabazio)
- Sempiternus
- Serapis (fusione con Serapide)
- Serenator ("che rasserena")
- Serenus ("sereno, calmo; felice")
- Servator O. M. ("salvatore, osservatore")
- Sospes ("salvatore")
- Stator ("che tiene fermo, che ferma")
- Striganus
- Succellus (fusione con il dio celtico Succellus)
- Summanus
- Tempestas
- Terminus
- Territor ("che spaventa")
- Tifatinus
- Tigillus
- Tonans ("tonante")
- Tonitrator ("che fa tuonare")
- Tutator
- Valens ("forte, sano, robusto, potente, efficace")
- Versor ("che modifica, che sconvolge, che travolge?")
- Vesuvius (adorato a Capua)
- Viminus
- Vindex ("protettore, difensore")
- Vircilinus
- Virgarius

A questi va poi aggiunto anche l'epiteto di Vector e Victor.

## Gli amori di Giove
Gli amori di Giove sono per lo più una versione latina delle amanti e dei figli di Zeus; fanno eccezione alcuni nomi, come Circe, da cui avrebbe avuto Fauno, e Iarba, il re africano, che avrebbe avuto da una ninfa, Garamantide. Secondariamente si raccontava dei suoi amori con la figlia Venere, con cui generò Cupido.

### Giove e Giunone

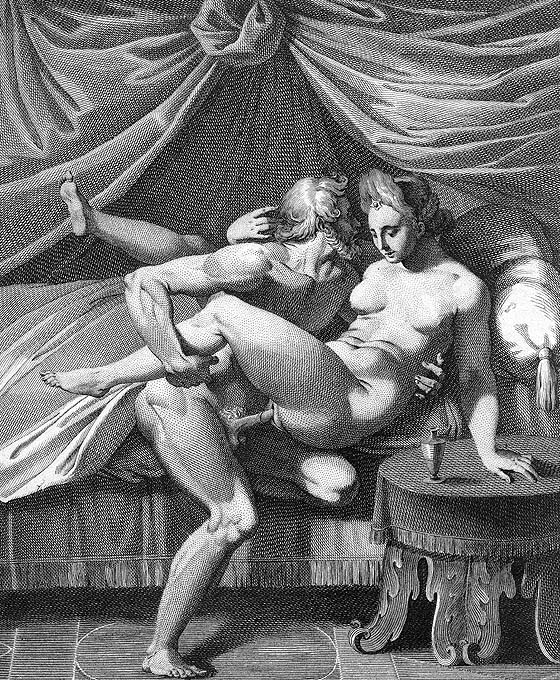
Giove procrea in Giunone, disegno erotico di Agostino Carracci.
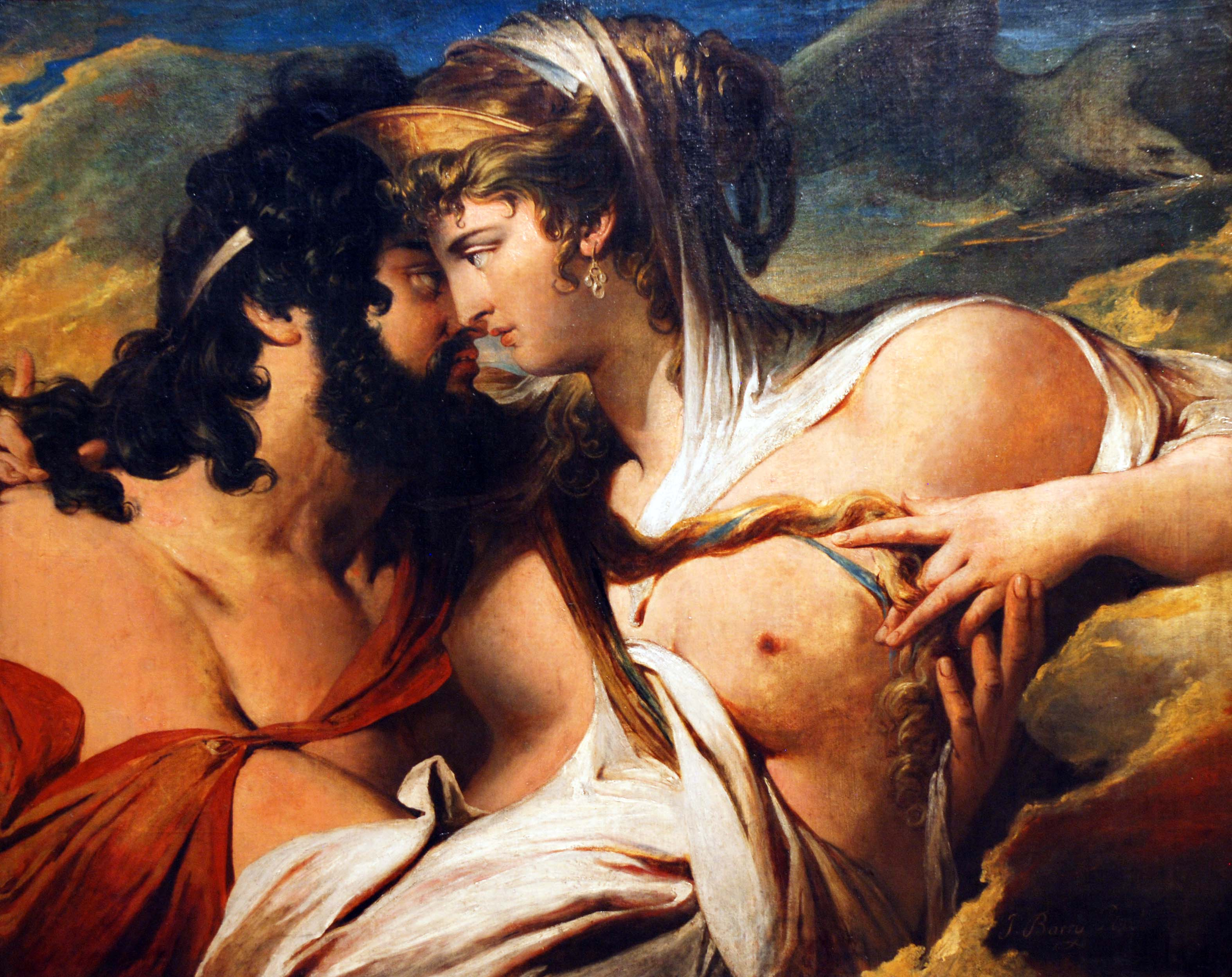
Sesso tra Giove e Giunone sul monte Ida, dipinto di James Barry, Sheffield, Art Galleries.
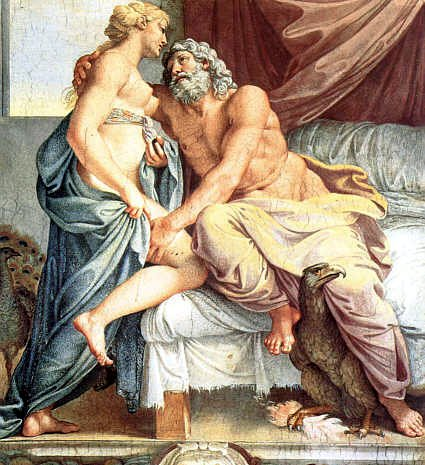
Giove seduce Giunone, dipinto erotico di Annibale Carracci, Roma, Galleria Farnese.

### Giove e Leda

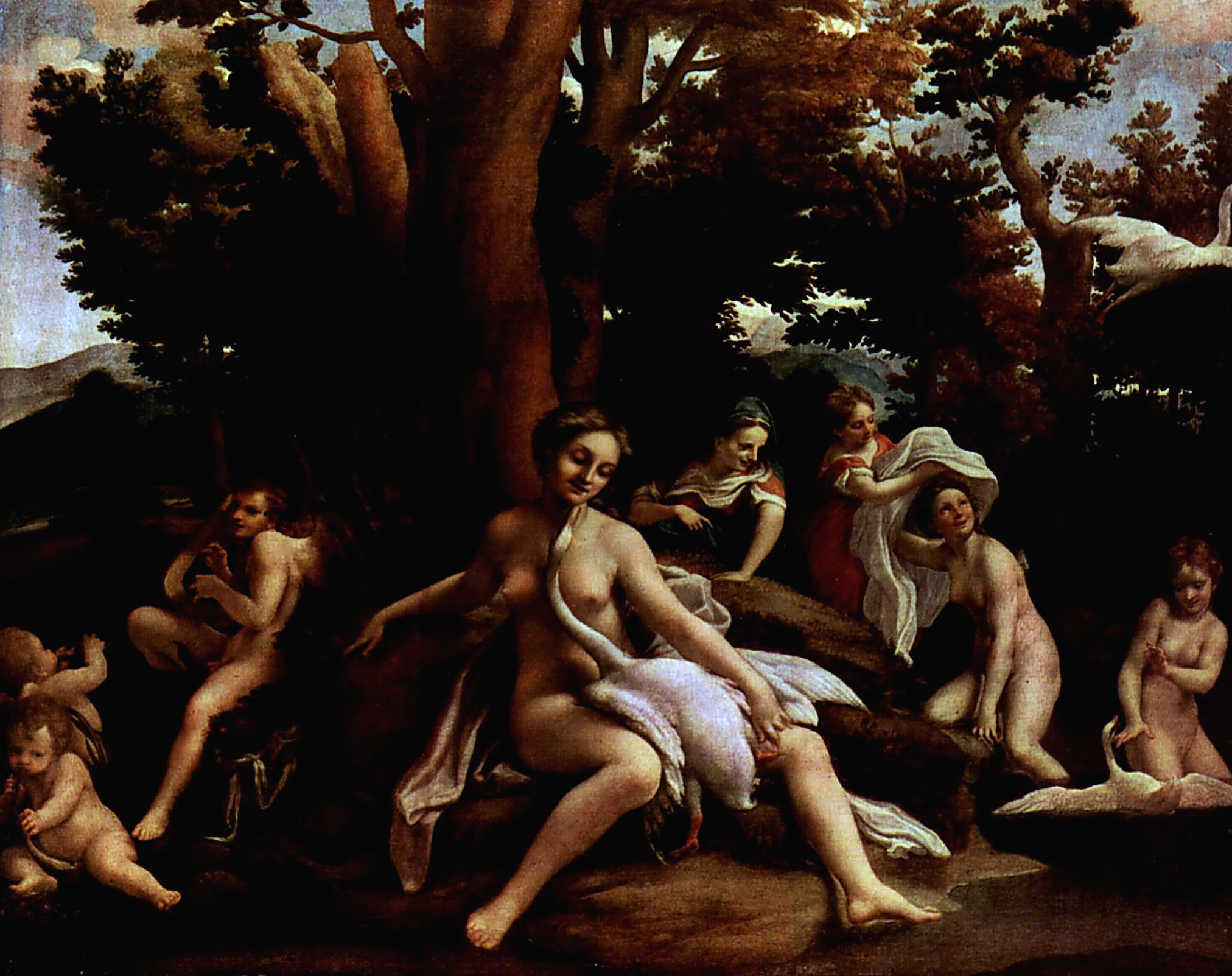
Giove seduce Leda sotto forma di cigno, dipinto del Correggio, Berlino, Staatliche Museen.
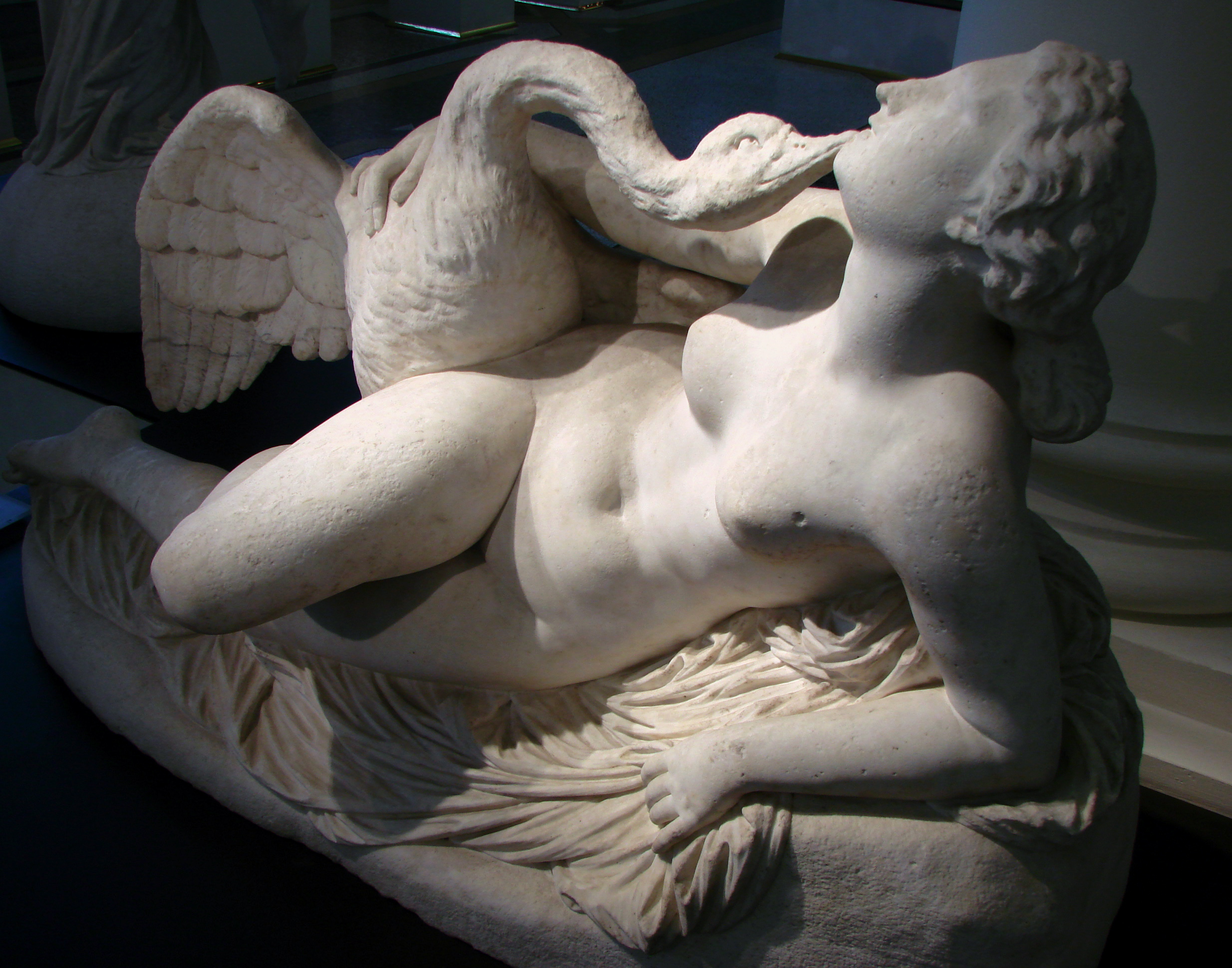
Leda e il cigno, marmo di Auguste Clésinger, Amiens, Musée Picardie.
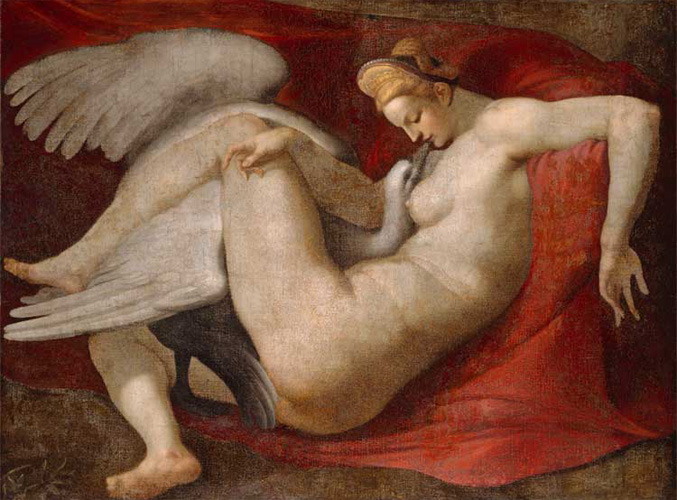
Giove rende incinta Leda, dipinto da un originale di Michelangelo, circa 1530, Londra, National Gallery.
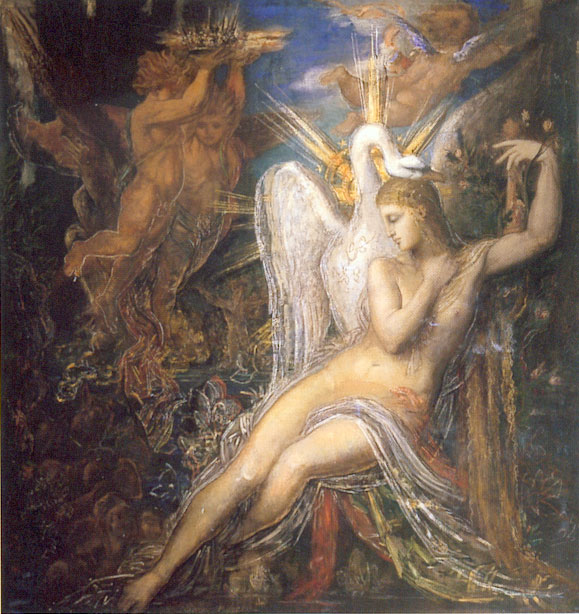
Giove e Leda, dipinto di Gustave Moreau, Parigi, Musée Gustave Moreau.

### Giove e Antiope

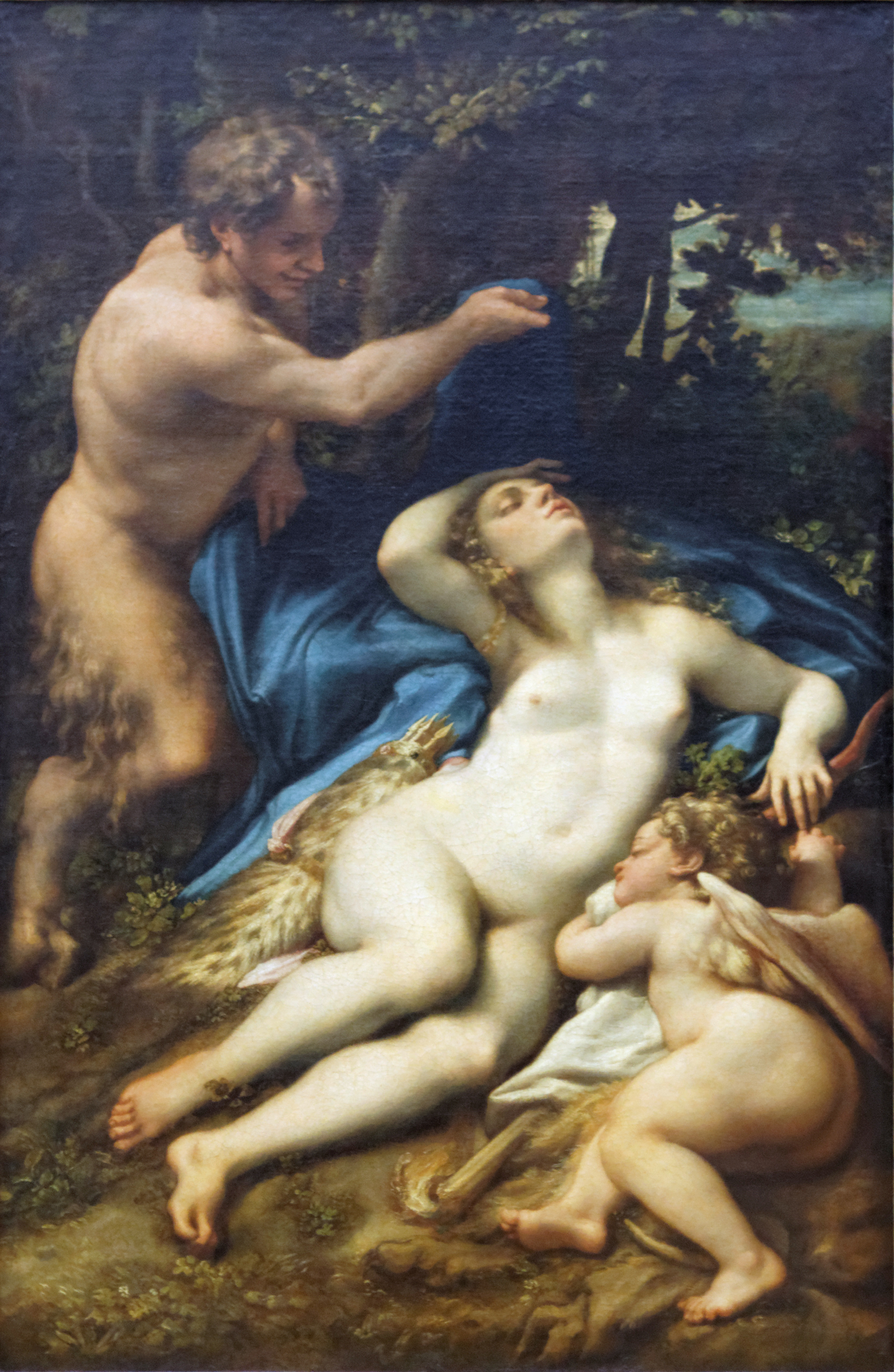
Giove, travestito da Satiro, e Antiope, dipinto di Correggio, 1528 circa, Parigi, Museo del Louvre.
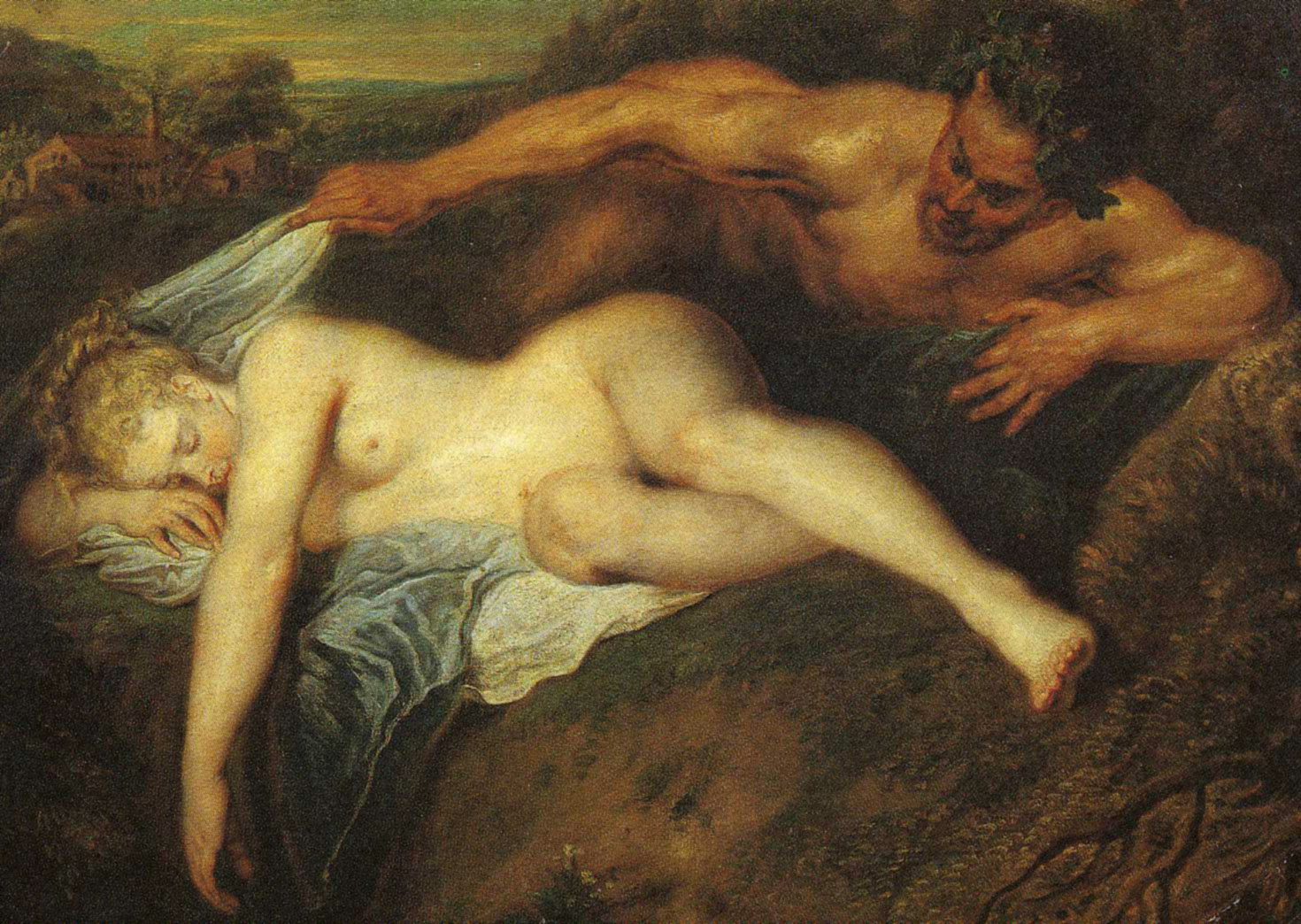
Gli amori di Giove e Antiope, dipinto di Antoine Watteau, 1715 circa, Parigi, Museo del Louvre.
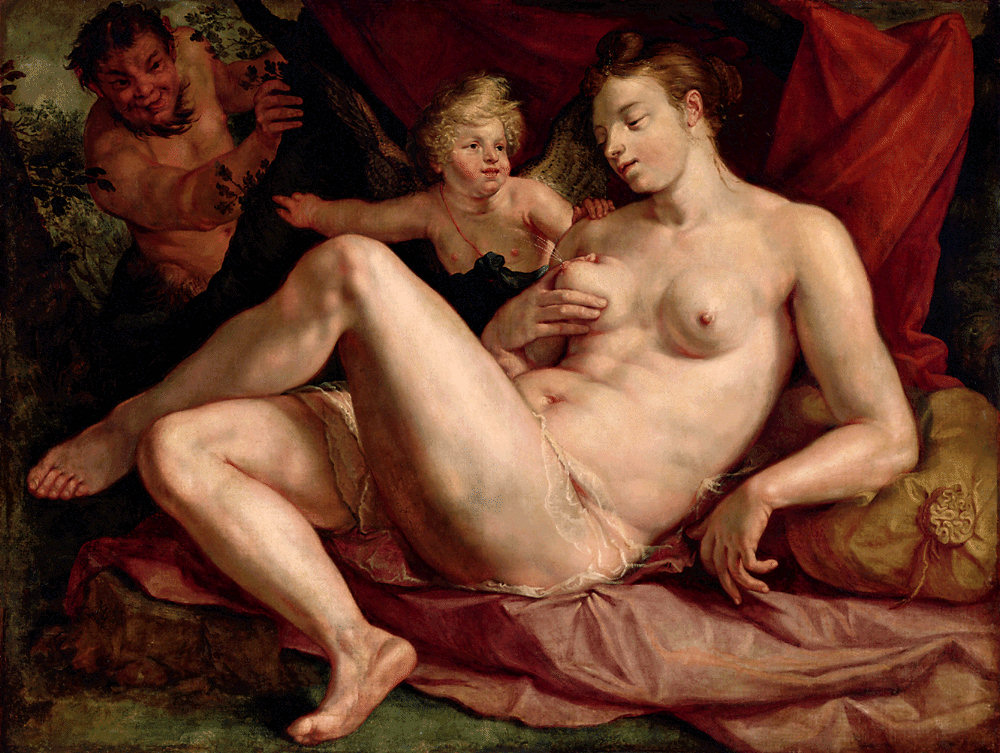
Giove seduce Antiope, dipinto di Hendrick Goltzius, 1616, Parigi, Museo del Louvre.

### Giove e Callisto

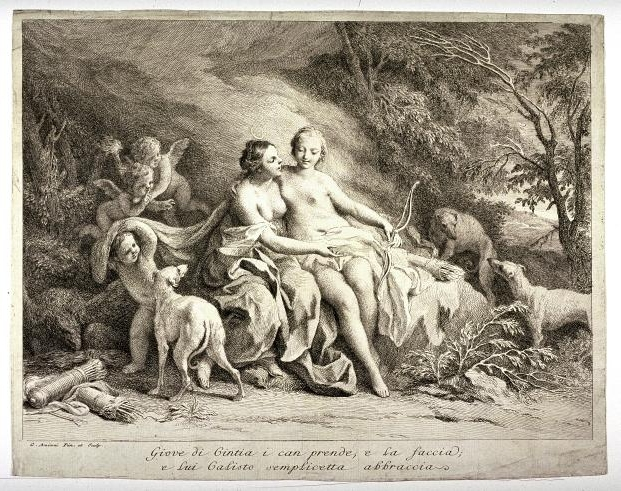
Giove, travestito da Diana, seduce Callisto, grafico di Jacopo Amigoni.
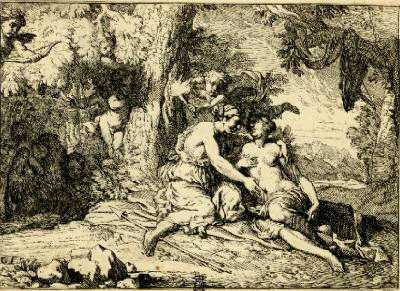
Giove e Callisto, incisione di Gérard Lairesse.

### Giove e Ganimede

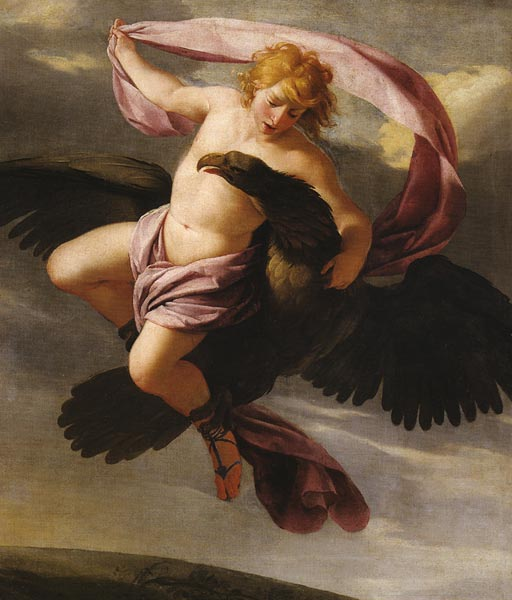
Giove rapisce Ganimede, 1650 circa, dipinto di Eustache Le Sueur, Parigi, Museo del Louvre

### Giove e Io

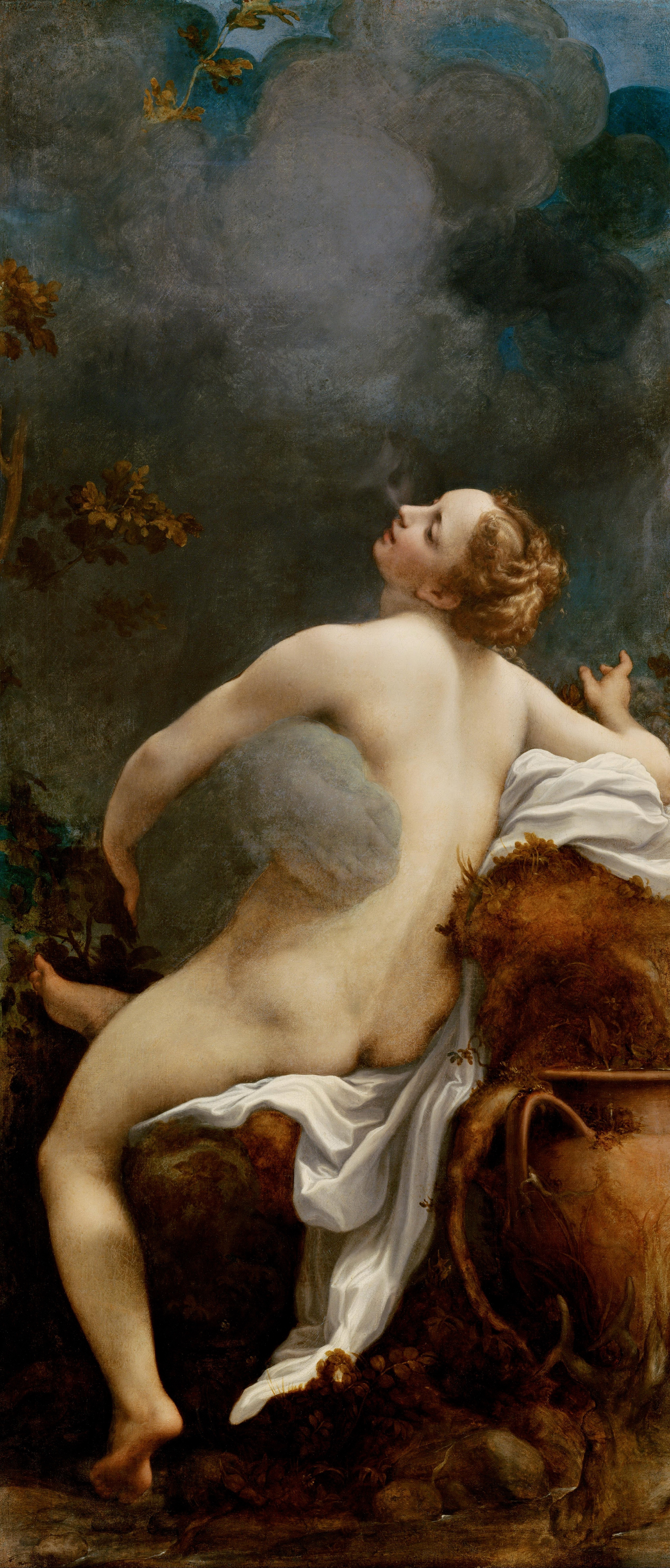
Correggio, Giove e Io, 1532- 1533 circa, Kunsthistorisches Museum, Vienna.
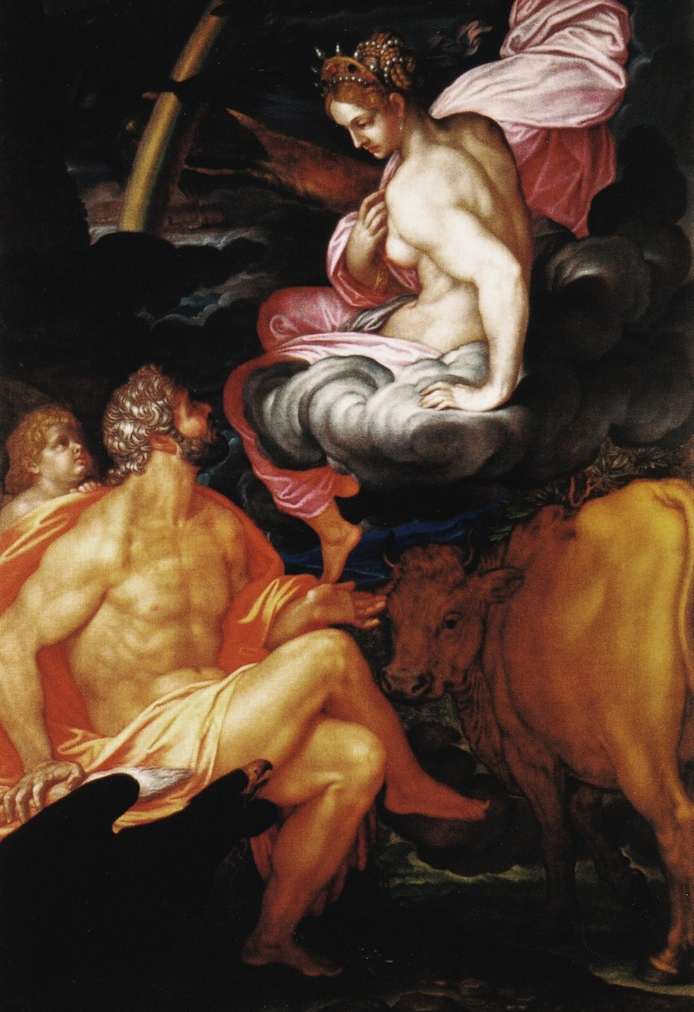
Ambrogio Figino, Giove e Io, 1599, Pinacoteca Malaspina, Pavia

### Pittura
- L'Origine della Via Lattea di Peter Paul Rubens (1636-1638)
- L'Origine della Via Lattea di Tintoretto
- Venere e Giove di Paolo Veronese
- Giove e Giunone di Annibale Carracci
- Giove e Giunone di Agostino Carracci

## Locuzioni e proverbi
- Il futuro è sulle ginocchia di Giove - Espressione tratta da poemi omerici; usata talvolta per indicare che il futuro è sconosciuto agli uomini.

## Piante consacrate a Giove
I Romani consacrarono l'albero del Noce a Giove: infatti il suo nome scientifico "Juglans regia", utilizzato ancora oggi, deriva dalla contrazione dell'espressione latina "Iovis glans" (ghianda di Giove) e dall'epiteto specifico "regia" che ne sottolinea l'importanza.

## Nella cultura di massa
- Giove viene citato da Caparezza nella canzone La caduta di Atlante ("Appena nato Giove m'ha regalato una biglia, zaffiro...")